# Euproctis melanosoma
Euproctis melanosoma là một loài bướm đêm thuộc họ Erebidae. Nó được tìm thấy ở New South Wales, Queensland, Tasmania và Victoria.

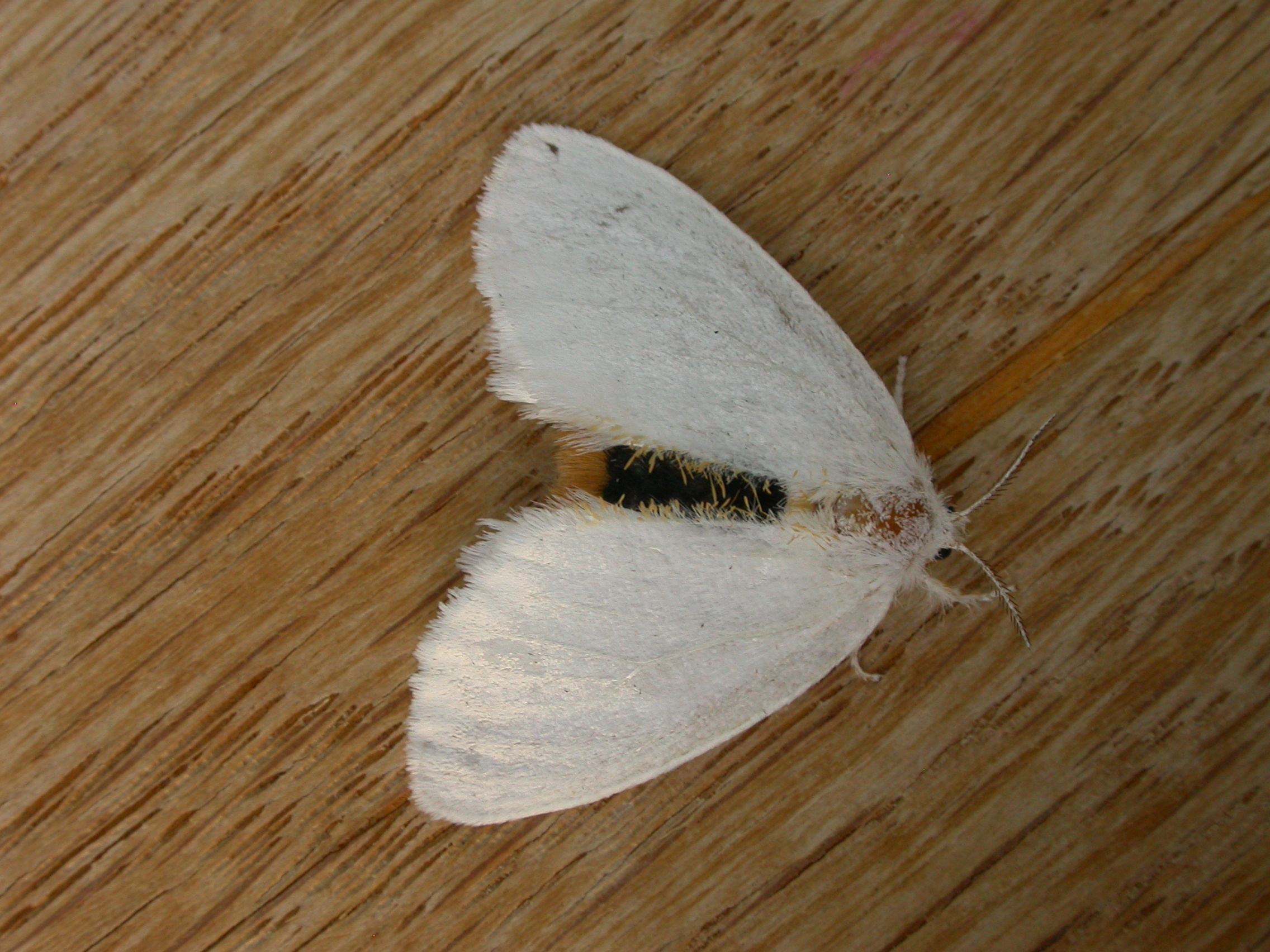

Sải cánh dài khoảng 30 mm. Con trưởng thành hoàn toàn màu trắng trừ mắt và lông nâu dọc rìa cánh.
Ấu trùng ăn là và hoa của nhiều loại cây, gồm Sechium edule, Quercus, Pelargonium x zonale, Dietes grandiflora, Lophostemon confertus, Poaceae, Rosa odorata và Vitis vinifera. Chúng màu đen và có lông với hai điểm đỏ sáng ở lưng. Con ấu trùng trưởng thành dài 30 mm.